# Two Sentimental Tommies
Two Sentimental Tommies è un cortometraggio muto del 1905 diretto da Lewin Fitzhamon.

## Trama
Un soldato imbroglia un sergente travestendosi da ragazza.

## Produzione
Il film fu prodotto dalla Hepworth.

## Distribuzione
Distribuito dalla Hepworth, il film - un cortometraggio della lunghezza di 91,4 metri - uscì nelle sale cinematografiche britanniche nel luglio 1905. Non si hanno altre notizie del film che si ritiene perduto, forse distrutto nel 1924 quando il produttore Cecil M. Hepworth, ormai fallito, cercò di recuperare l'argento del nitrato fondendo le pellicole.